# Bad Kösen (Schiff, 1989)
Die Bad Kösen ist ein Fahrgastschiff, das in Bad Kösen liegt und als Linienschiff auf der Saale eingesetzt wird.

## Geschichte
Das Schiff wurde 1989 in Aken an der Elbe auf der Schiffswerft Georg Placke für den damaligen Rat der Stadt Naumburg gebaut und hatte ursprünglich einen 2238-cm³-Vierzylinder-Dieselmotor mit 43 PS vom Multicar 25 aus dem VEB Motorenwerk Cunewalde. Im Jahr 1992 ging die Rudelsburg in die Bad Kösener Personenschiffahrt und 2015 in die Saaleschifffahrt Bad Kösen über.
Bei einer Modernisierung der Bad Kösen im Rahmen des Entwicklungsprogramms für den ländlichen Raum des Landes Sachsen-Anhalt wurde Ende 2022 in der Schiffswerft Fischer in Mukrena unter anderem die Motorisierung umgebaut. Seit 2023 fährt sie mit einem 68-PS-Elektromotor (gedrosselt auf 58 PS) von Torqeedo, der über zwei 40-kWh-Akkus gespeist wird.

## Einsatzgebiet
Das Fahrgastschiff Bad Kösen gehört, wie das Fahrgastschiff Rudelsburg und die Personenfähre Loreley in Bad Kösen, der Stadt Naumburg und kommt über den Betreiber des Schiffs, die Saale Schifffahrt Bad Kösen, auf der Saale als Linienschiff zwischen der Kurstadt Bad Kösen und der Rudelsburg zum Einsatz. Anfang der 2000er Jahre wurde die Strecke mit der Bad Kösen stündlich sieben Mal pro Tag befahren. An Samstagen, Sonntagen und an Feiertagen kam bei entsprechendem Fahrgastaufkommen auch die Rudelsburg im Liniendienst zum Einsatz, so dass die Strecke im Halb-Stunden-Rhythmus bis zu 14 Mal täglich befahren wurde. Seit der Saison 2019 und bis heute wurde der Fahrplan von April bis Oktober auf bis zu fünf Fahrten täglich (außer Montags) reduziert.